# Lunga (îles Treshnish)
Pour les articles homonymes, voir Lunga.
Ne doit pas être confondu avec Lunga (Scarba).
Lunga, en gaélique écossais Lungaigh, est une île du Royaume-Uni située dans le sud-ouest de l'Écosse, dans les Hébrides intérieures et faisant partie du council area d'Argyll and Bute. Son nom vient du vieux norrois, et Luing signifiait « rivière des bateaux ». Décrite comme un « joyau vert dans une mer bleu », cette île de 83 hectares fait partie des îles Treshnish qui a été désigné site d'intérêt scientifique particulier pour ses colonies d'oiseaux tels que le macareux moine et le fulmar. Les îles sont également une zone de protection spéciale en raison d'importantes populations d'océanites et de bernaches nonnette.

## Géographie
Les îles Treshnish dont fait partie Lunga forment un groupe basaltique du tertiaire. Ce groupe est d'origine volcanique, et sur Lunga les coulées de lave ont formé un plateau. Ces îles comportent des plages soulevées. Ces plages se trouvaient auparavant sur la rive de l'océan. En raison du changement du niveau relatif des terres, les plages sont à présent au-dessus du littoral. Lunga est une île rocailleuse dont l'intérieur, aux terres acides, est formé de landes.

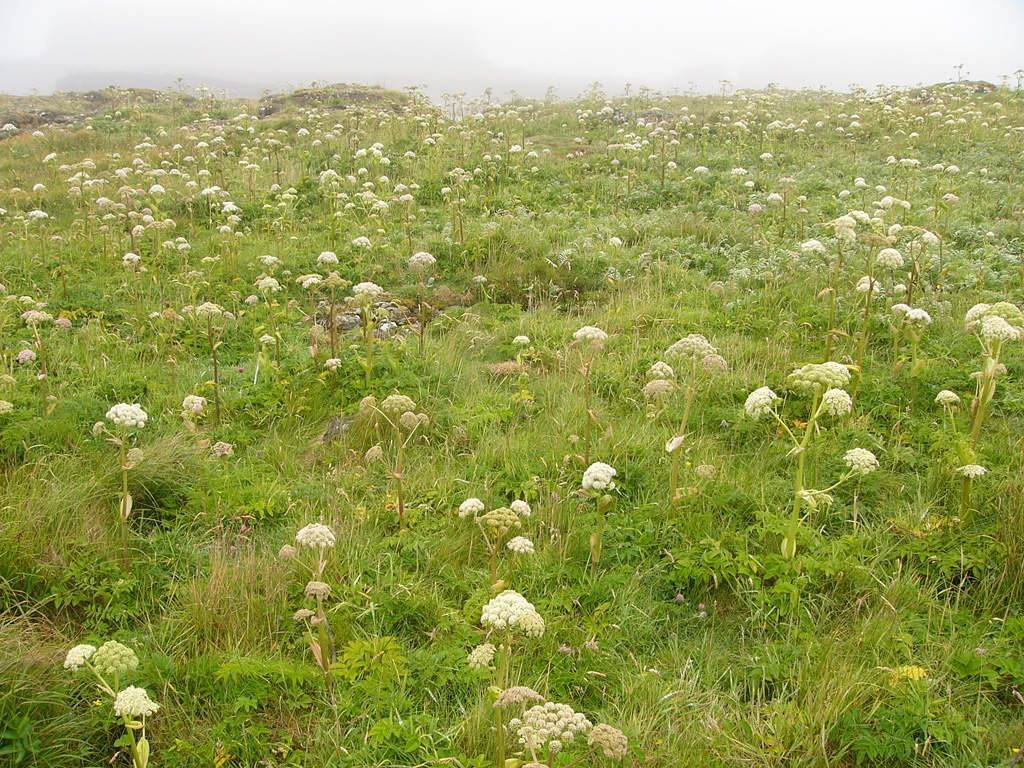
Paysage des landes à l'intérieur.
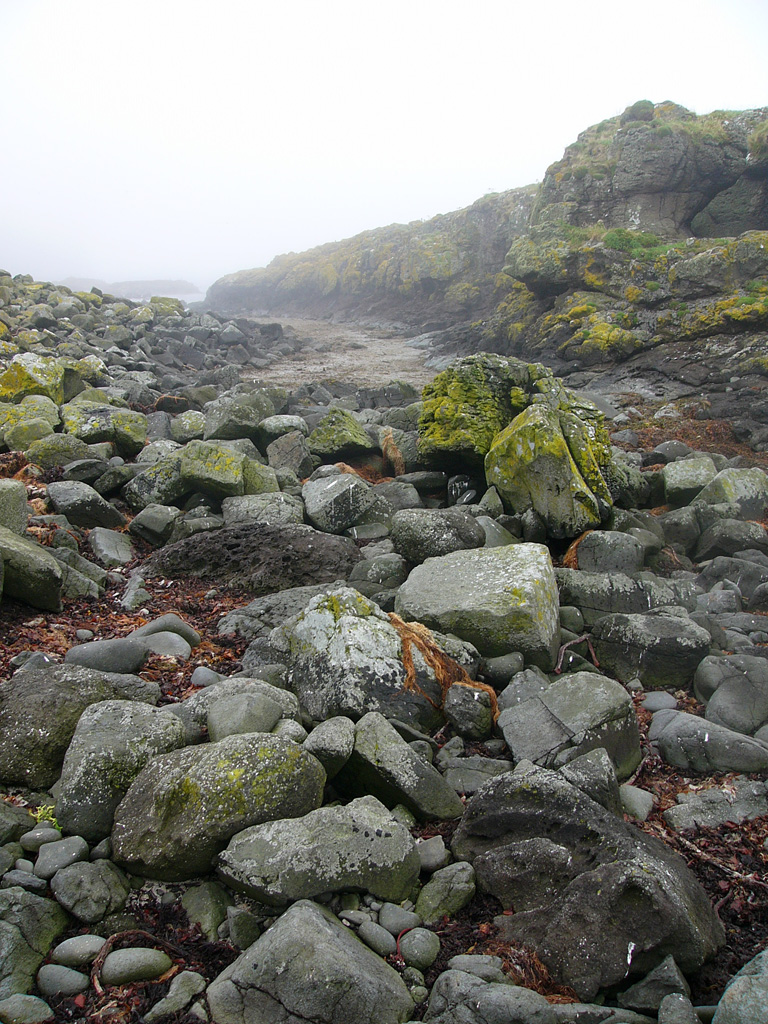
Lunga comporte de nombreux éboulis.
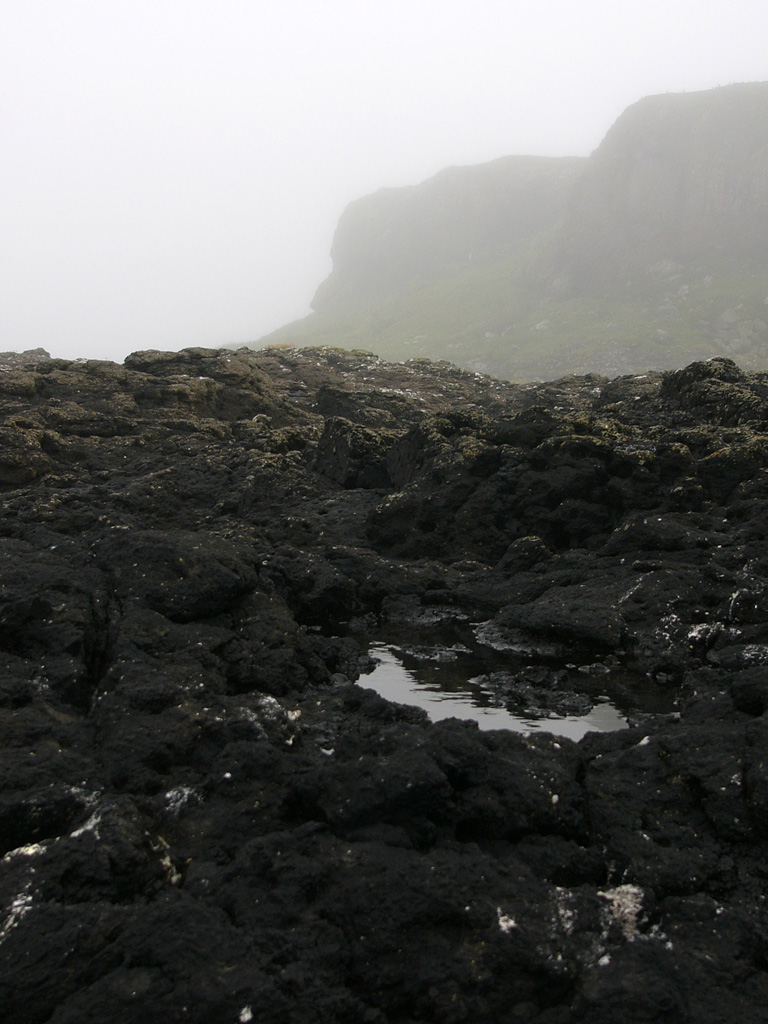
Faisant partie des îles Treshnish, Lunga est rocailleuse.
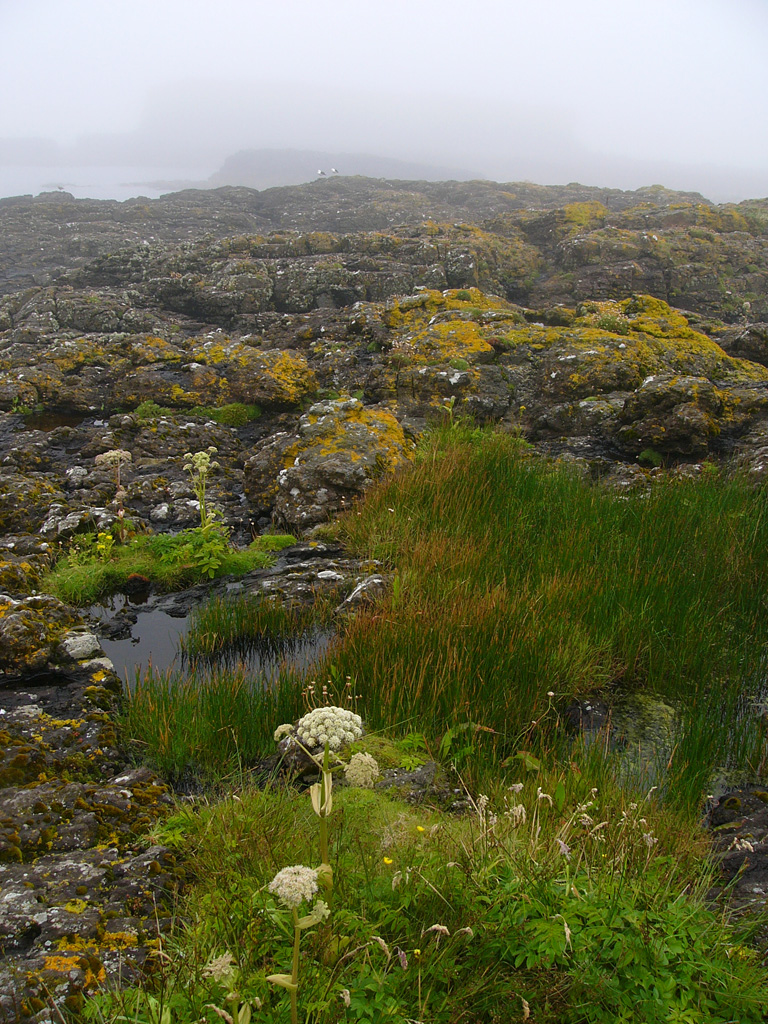
Du rivage aux landes.

## Histoire
Lunga est mentionnée au moins au XIVe siècle, lorsque le seigneur des Îles donne Lunga parmi d'autres territoires au chef du clan MacLean le 12 juillet 1390. Lunga est inhabitée depuis 1834,.

## Faune
Lunga est le principal sanctuaire pour les oiseaux parmi les îles Treshnish. La grande population de macareux moine qui y nichent en été constitue une attraction importante pour les touristes. Parmi les milliers d'oiseaux que compte l'île se trouvent également l'océanite tempête (5 040 couples soit 5,9 % de la population de Grande-Bretagne), la bernache nonnette hivernale (82 individus), le petit Pingouin, le guillemot, le rissa, le cormoran, le fulmar et les labbes. Certains des oiseaux se trouvent sur un stack nommé Harp Rock. Les alentours de l'île recèlent également des phoques, des dauphins, des baleines de Minke et des cochons de mer. Des souris se trouvaient sur l'île, et Fraser Darling déclara en avoir attrapé 75 en l'espace de 4 mois en 1937.

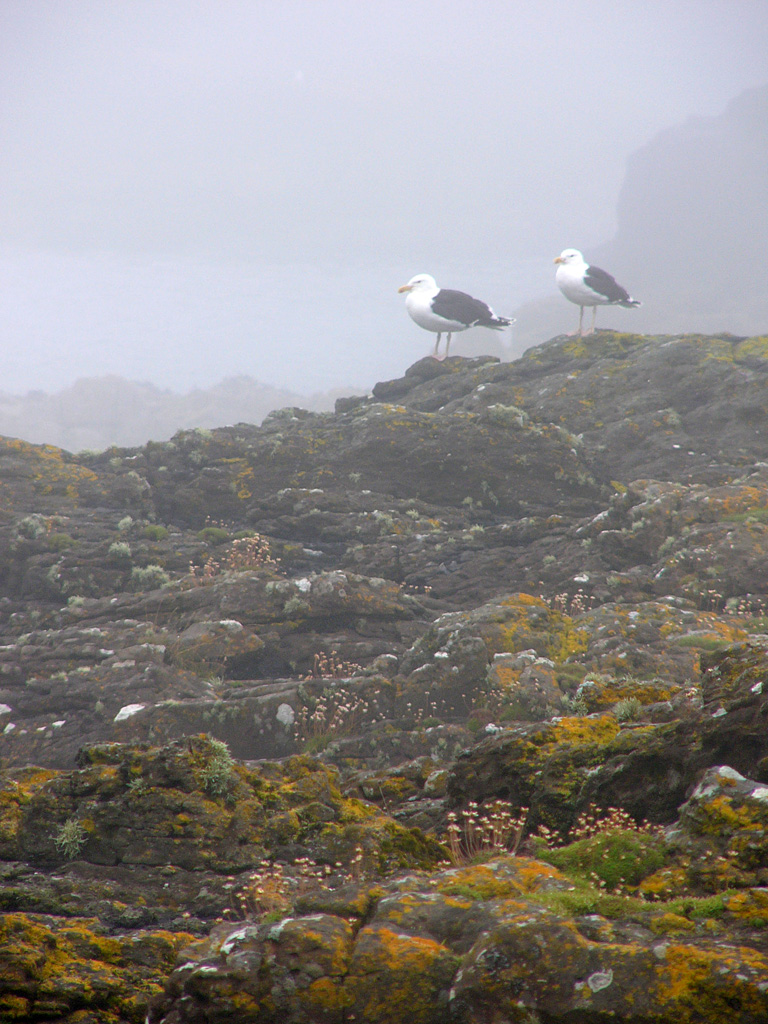
Deux goélands marins adultes sur les rochers jouxtant les côtes.
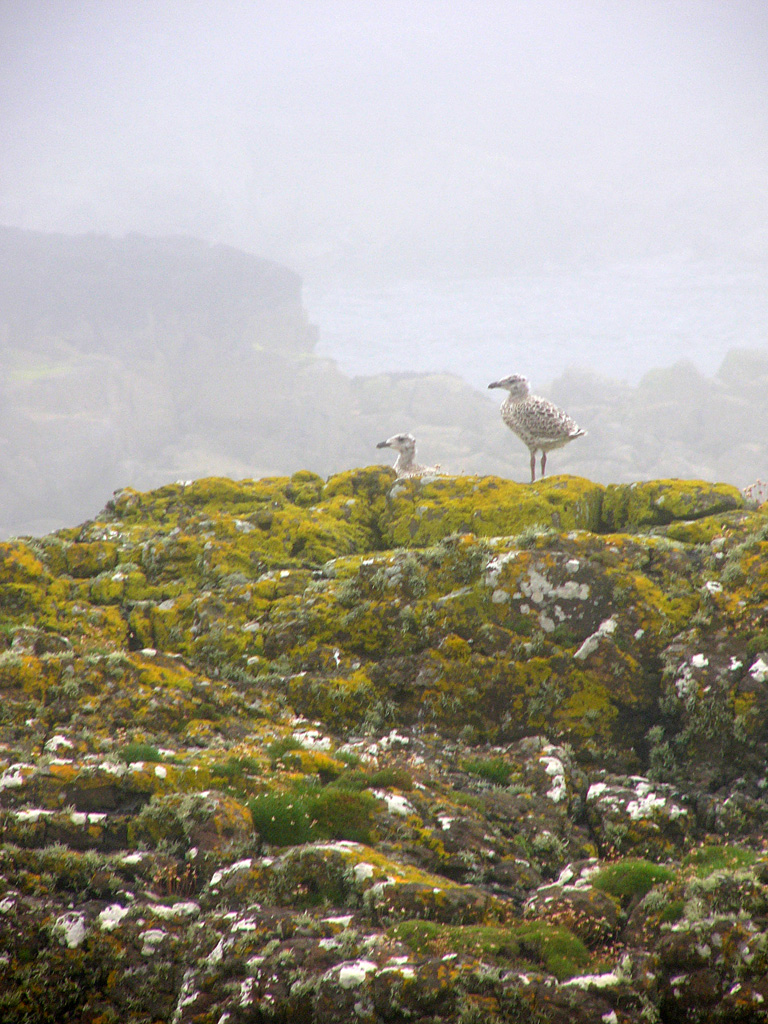
Deux goélands juvéniles.
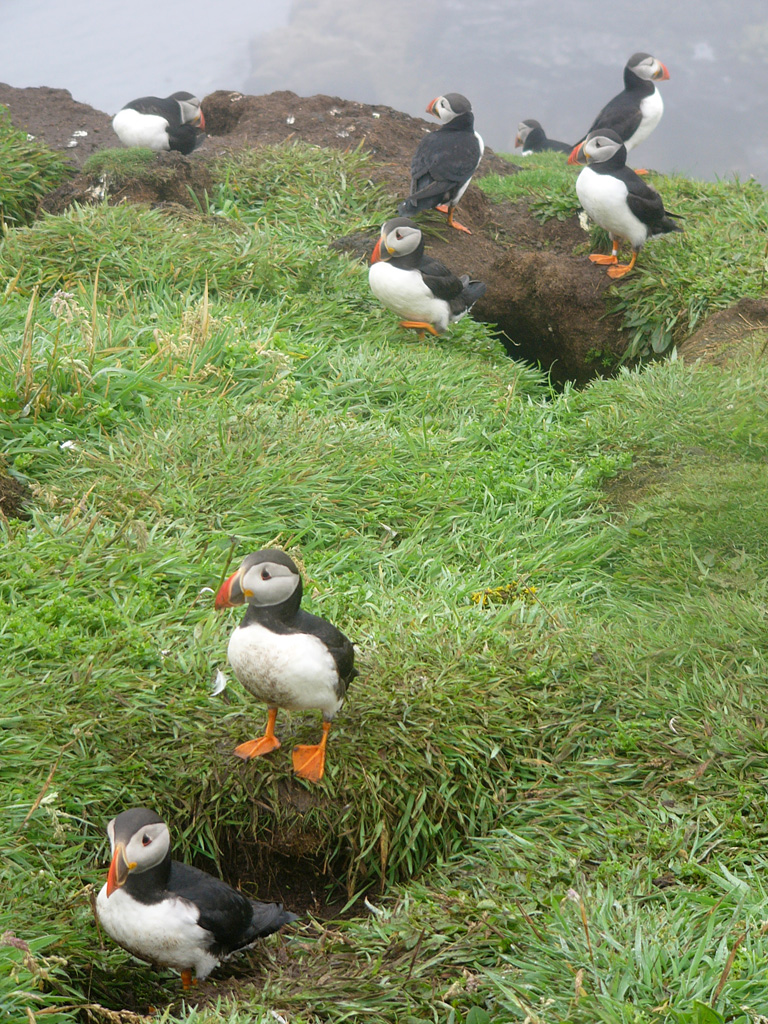
Macareux moines sur la falaise.

## Flore
Parmi les plantes se trouvant sur Lunga figurent la primevère commune, des lotiers, des orchidées, et des potentilles.